# Borgosatollo
Borgosatollo – miejscowość i gmina we Włoszech, w regionie Lombardia, w prowincji Brescia.
Według danych na rok 2004 gminę zamieszkiwało 7965 osób, 995,6 os./km².